# Cupido strongyle
Cupido strongyle är en fjärilsart som beskrevs av Felder 1860. Cupido strongyle ingår i släktet Cupido och familjen juvelvingar. Inga underarter finns listade i Catalogue of Life.